# Resonanzwandler
Resonanzwandler sind in der elektrischen Energietechnik auf Resonanz beruhende Schaltungstopologien eines Inverters. Resonanzwandler arbeiten typischerweise mit annähernd konstanter Last und liefern mehr oder weniger sinusförmige Ausgangsspannungen.
Quasiresonante Wandler werden auch als Schaltnetzteil und Schweißstrom-Inverter eingesetzt und erzeugen Gleichspannung oder kleine sinusförmige Ausgangsspannung.

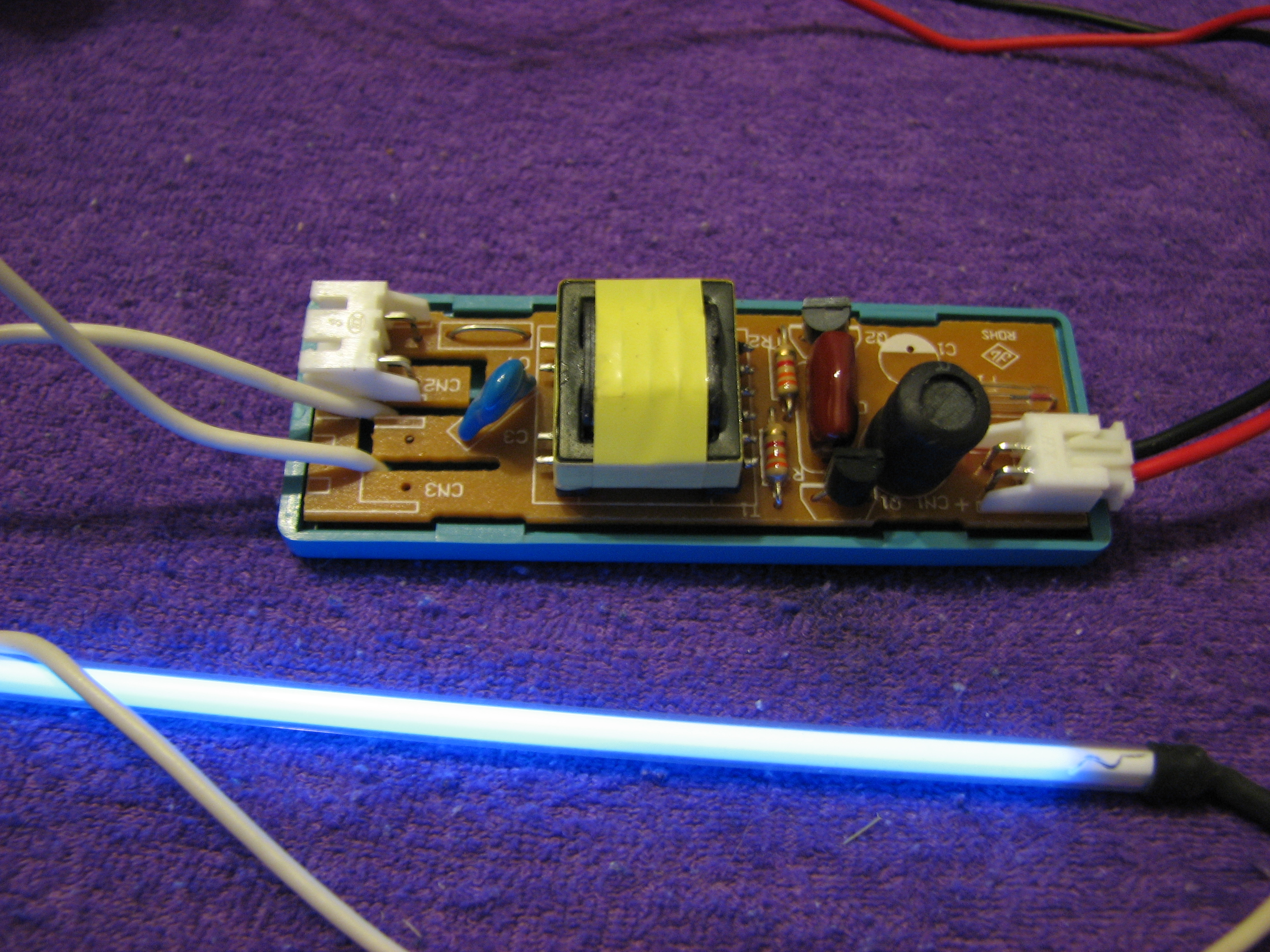
Inverter zur Versorgung einer Leuchtröhre

## Arten
Je nach Anwendung gibt es verschiedene Arten von Resonanzwandlern mit unterschiedlichen Topologien. Allen gemeinsam ist, dass die energieübertragende Strecke im Bereich ihres Resonanzpunktes betrieben wird und in manchen Wandlertypen auch Teil des frequenzbestimmenden Oszillators ist. Der eingesetzte Resonanztransformator kann dabei je nach Anwendung, wie beispielsweise zur galvanischen Trennung, auch als Teil einen Transformator beinhalten bzw. damit ergänzt werden.
- Für Leistungsanwendungen ab 1 kW wird so das Ziel erreicht, die Verlustleistungen bei den Schaltvorgängen in den Schalttransistoren zu minimieren. Diese Resonanzwandler kommen in zwei Varianten vor: Entweder wird immer im Nulldurchgang der Spannung (ZVS für Zero Voltage Switching) oder immer im Nulldurchgang des Stromes geschaltet (ZCS oder Zero Current Switching).[1] Dabei bildet die leistungsübertragende Strecke inklusive des Transformators einen Schwingkreis mit zusätzlichen Kapazitäten und Induktivitäten, welche den Bereich der Schaltfrequenz mitbestimmt.
- Eine weitere Art sind sehr kompakte Stromversorgungen kleiner Leistung im Bereich einiger 10 W, welche auch aus Kostengründen mit einer minimalen Zahl an diskreten Bauelementen auskommen müssen. Das wesentliche Merkmal besteht darin, keinen eigenen Schwingkreis und Regelung mit zusätzlichen elektronischen Bauelementen zu benötigen. Eine besonders einfache Schaltung aus dieser Gruppe stellt der Joule thief dar, welcher der Stromversorgung von Leuchtdioden aus einer 1,5 V-Batterie dient.

## Anwendungen

### Beleuchtung

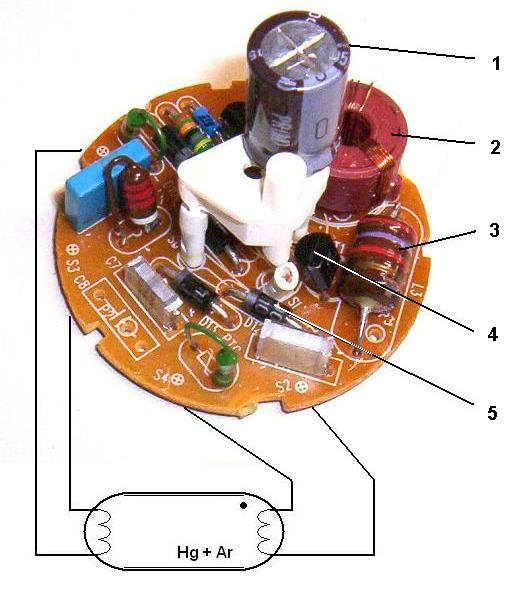
Inverter aus dem Sockel einer Energiesparlampe

Anwendung findet der Resonanzwandler mit Leistungen im Bereich einiger 10 W als elektronisches Vorschaltgerät bei Leuchtstofflampen, um eine für den Betrieb der Leuchtstofflampe notwendige hohe Spannung zu erzeugen. In Kompaktleuchtstofflampen („Energiesparlampen“) wird der Inverter meist fix in den Lampensockel integriert. Er stellt bei der Elektronikentsorgung von defekten Energiesparlampen ein größeres Problem dar als herkömmliche Glühlampen ohne eingebaute Elektronik.
Ein weiteres großes Anwendungsgebiet dieser Inverter ist die Stromversorgung von Leuchtröhren (engl. cold cathode fluorescent lamp, CCFL), die häufig als Hintergrundbeleuchtung für TFT-Flachbildschirme verwendet werden. Im Englischen werden diese Inverter auch als Display Inverter, CCFL Inverter oder Backlight Inverter bezeichnet. Auch im Bereich von Case-Modding sowie für batterie- oder akkubetriebene Leuchtstofflampen finden Inverter Anwendung.

### Induktive Erwärmung
Die induktive Erwärmung zum Härten, Schmelzen und Anlassen verwendet ebenso wie Induktionskochplatten resonante Wandler.
Dabei bildet die der Erregung der erwärmenden Wirbelströme dienende Spule zusammen mit entsprechend belastbaren Kondensatoren den Resonanzkreis. Die Last ist das direkt in deren Nähe befindliche zu erwärmende Teil (Bauteil aus Eisen bzw. Eisentopf) – ein Transformator ist im engeren Sinne nicht vorhanden. Bei Induktionskochplatten sind die Spulen luftgekühlt, bei größeren Leistungen sind die Spulen oft wassergekühlt. Das heißt, sie bestehen aus wasserdurchflossenen Kupferrohren.

## Realisierungsvarianten

### Kompaktleuchtstofflampen

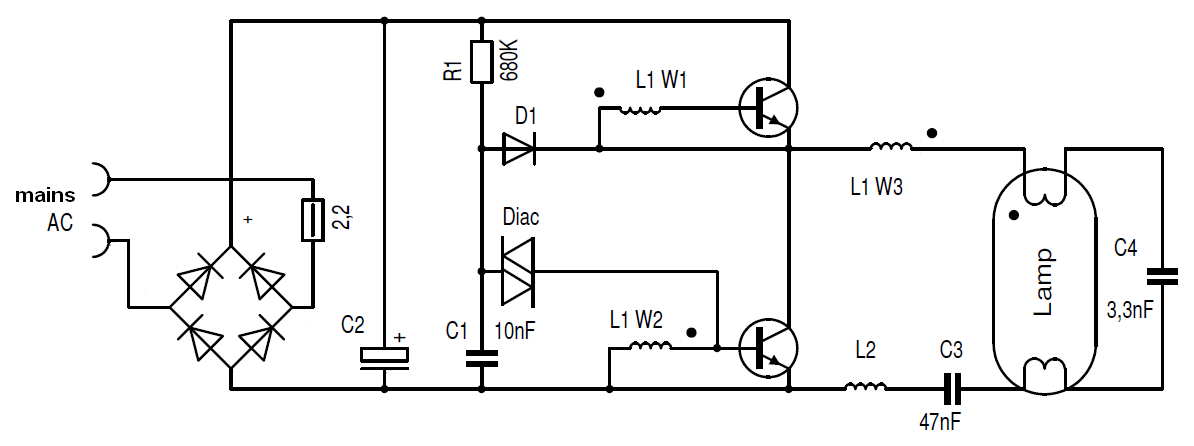
Schaltung eines Resonanzwandlers bei einer Kompaktleuchtstofflampe

Die nebenstehende Abbildung zeigt einen Resonanzwandler, wie er im Sockel von Kompaktleuchtstofflampen Anwendung findet. Die beiden Transistoren schalten alternierend, typische Schaltfrequenzen liegen bei 40 kHz. Durch den Reihenschwingkreis C3 und L2 beginnt in diesen Bauelementen bei noch ungezündeter Lampe ein annähernd sinusförmiger Wechselstrom zu „schaukeln“. Die Spannung erreicht durch Resonanzüberhöhung die Zündspannung der Röhre. Der Transformator L1 dient der Rückkopplung auf die Transistoren, der Diac dient dem Anschwingen des Resonanzwandlers.
Der parallel zur Leuchtstoffröhre geschaltete hochspannungsfeste Kondensator C4 (beim Starten liegen Spitzenspannungen bis zu 1 kV an) ist jenseits der Heizdrähte geschaltet, um so beim Start einen Heizstrom durch die direkt beheizten Glühkathoden zu leiten. 
Hat die Lampe gezündet, fließt nur noch ein geringer Strom durch C4. Die Wandlerfrequenz wird nun durch die Sättigung des Kernes von L1 und die Entsättigung der Transistoren bestimmt. C3 dient der Abtrennung der Gleichspannung.

### CCFL-Inverter

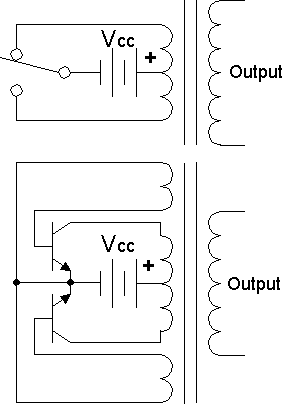
Oben: Prinzipschaltung mit Schaltern. Unten:Vereinfachte, selbstschwingende Prinzipschaltung mit Bipolartransistoren.

Inverterschaltungen für die Stromversorgung von Kaltkathodenröhren (CCFL), wie sie bei der Hintergrundbeleuchtung von Flachbildschirmen oder in Flachbettscannern  Anwendung finden, sind wie die oben beschriebenen für Kompaktleuchtstofflampen ebenfalls als selbstschwingende Inverter aufgebaut. Sie wandeln Gleichspannungen im Bereich von 10 V bis zu 300 V in höhere Wechselspannungen im Bereich von 600 V bis 700 V mit einer Frequenz von ca. 30 bis 100 kHz um. Typisch für diese Stromversorgungen ist weiter, dass die Last bekannt und meist fest mit dem Inverter verbunden ist.
Nebenstehend ist in der ersten Abbildung die Prinzipschaltung eines Inverters dargestellt, realisiert mit einem Umschalter. In dieser Konfiguration entspricht der Wandler einem Halbbrückenwandler. Darunter ein Prinzipschaltbild mit Bipolartransistoren. Mit Vcc ist die Spannungsquelle zur Versorgung bezeichnet, rechts außen der Ausgang (Output). Diese Schaltung ist aufgrund der Vereinfachung nicht selbststartend, sondern soll das Prinzip der Mitkopplung der beiden Bipolartransistoren über induzierte Ströme verdeutlichen. Dieses von Royer erfundene Prinzip beruht auf der Sättigung des Transformatorkernes. Wenn diese eintritt, beendet sich die Leitphase des jeweiligen Transistors, da die in der Hilfswicklung induzierte Spannung zusammenbricht. Im Englischen wird diese Grundschaltung auch als Royer’s Circuit oder als Royer Converter nach George H. Royer bezeichnet, welcher diese Schaltung 1957 patentierte.
Der induzierte Strom in den Hilfswicklungen, bei entsprechendem Wickelsinn, sperrt jeweils einen Transistor und lässt den gegenüberliegenden Bipolartransistor leitend werden, wodurch ein laufendes Umschalten zwischen den beiden Schaltzuständen erreicht wird.
Entscheidend weiterentwickelt wurde die Schaltung, indem das Einschalten im spannungslosen Zustand und das Ausschalten im stromlosen Zustand der Transistoren erfolgt. Hier kommen LC-Schwingkreis-Resonanzen ins Spiel, die die Arbeitsfrequenz unabhängig von der Sättigung des Kernes festlegen. Dieses Merkmal von Resonanztopologien senkt die Schaltverluste der Transistoren auf idealerweise Null. Das Schaltungsprinzip wurde zur Grundlage für CCFL-Inverterschaltungen. Dieses Prinzip wird auch als Kollektorresonanz bezeichnet.

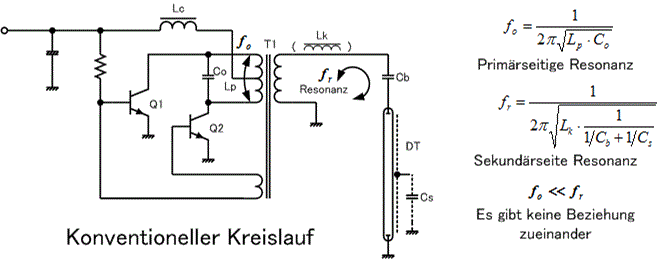
Klassische CCFL-Inverterschaltung

Das selbstständige Starten des Oszillators wird erreicht, indem die Basisanschlüsse der beiden Transistoren über die Ansteuerspule zunächst parallelgeschaltet sind, wie es in nebenstehender Abbildung der klassischen CCFL-Inverterschaltung dargestellt ist. Kleine Störungen und Rauschen führen nun wie bei jedem anderen Oszillator zum Anschwingen. Sobald Schwingungen auftreten, werden die beiden Transistoren stets gegenphasig angesteuert und können nie zugleich leiten. Die Speisung erfolgt über eine Drossel Lc, die es ermöglicht, dass die Transistoren trotz der Sinusform der Transformatorspannung stets ganz durchschalten können; dadurch sinken die Verluste erheblich.
Die Schaltfrequenz fo wird bei dieser Schaltung nur durch die primärseitige Hauptinduktivität Lp des Trafos und des Kondensators Co als Schwingkreis bestimmt:
{\displaystyle f_{o}={\frac {1}{2\pi {\sqrt {L_{p}\cdot C_{o}}}}}}
Der sekundärseitige Serien-Schwingkreis aus Lastkondensator Cb und Kurzschlussinduktivität Lk spielt hier eine untergeordnete Rolle – die Resonanzfrequenz der Sekundärseite liegt deutlich über der Schaltfrequenz. Cb dient als kapazitiver Vorwiderstand, also zur Stabilisierung des Lampenstromes.

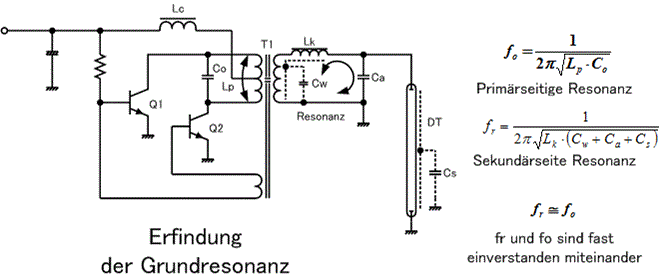
Optimierte CCFL-Inverterschaltung mit abgestimmter Sekundärresonanz und Resonanztransformator

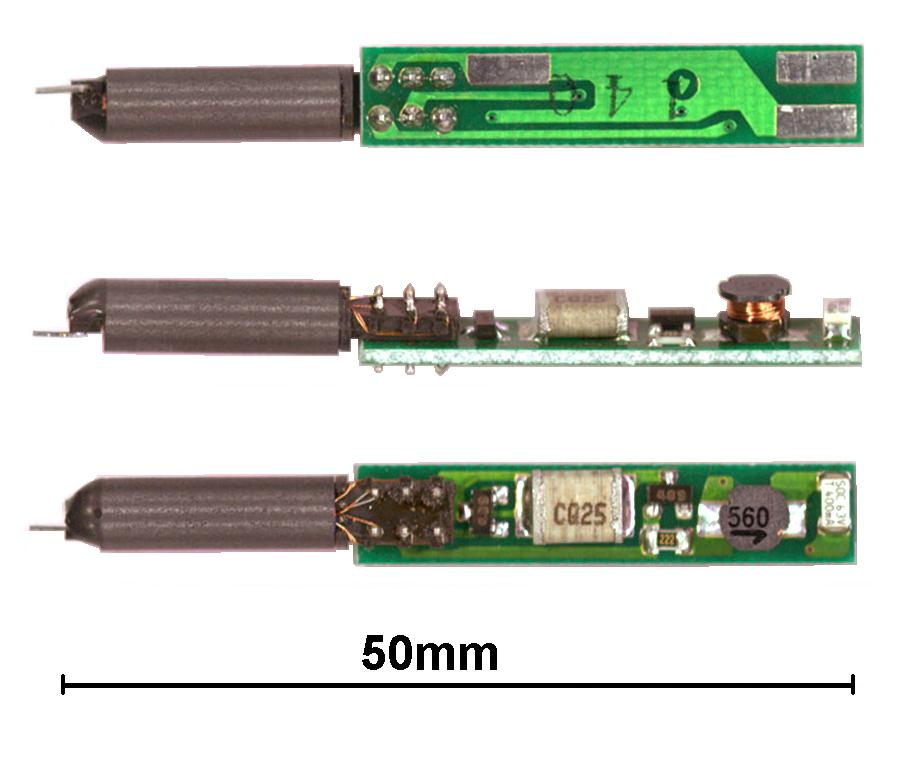
CCFL-Inverter mit Resonanztransformator (links)

Ein Nachteil dieser klassischen Schaltung ist der nachteilige Einfluss der isolationsbedingt hohen Kurzschlussinduktivität des Übertragers. Er muss vergleichsweise groß sein, weil er die hohe Zündspannung durch das Übersetzungsverhältnis erzeugen muss.
Durch Einbeziehung des sekundärseitigen Resonanzkreises, unter Bildung eines Resonanztransformators in den Schwingkreis und zur Impedanzanpassung der Röhre, ist es möglich und sogar erwünscht, Übertrager mit hoher Kurzschlussinduktivität einzusetzen und die Inverterschaltung bei Verbesserung des Wirkungsgrades zu verkleinern, indem die Zündspannung durch Resonanzüberhöhung erzeugt wird. Je nach Schaltung wird dabei auch die Kurzschlussinduktivität Lk durch eine zusätzliche Spule auf der Sekundärseite vergrößert. Das dient der Stabilität und der Reproduzierbarkeit in der Serienproduktion. Wesentlich ist, dass die Resonanzfrequenz fo des sekundärseitigen Schwingkreises ungefähr der Resonanzfrequenz des primärseitigen Schwingkreises entspricht:
{\displaystyle f_{o}={\frac {1}{2\pi {\sqrt {L_{p}\cdot C_{o}}}}}\approx {\frac {1}{2\pi {\sqrt {L_{\mathrm {k} }\cdot (C_{w}+C_{a}+C_{s})}}}}}
Der Nachteil dieser optimierten Form besteht darin, dass die elektrischen Parameter der Leuchtröhre (Impedanz) wesentlich in die Schaltungsdimensionierung des Inverters und dessen Wirkungsgrad mit eingehen. So kann der Röhrentyp ohne Schaltungsanpassungen im Regelfall nicht einfach geändert werden.
Die gezeigten Schaltungen sind ungeregelt. Durch Vorschalten eines Tiefsetzstellers, der die Eingangsdrossel Lc nutzt, kann der Lampenstrom geregelt werden. Spezielle integrierte Schaltkreise können alle 3 Transistoren (2 vom Inverter, 1 vom Tiefsetzsteller) ansteuern, detektieren hierzu den Nulldurchgang des Resonanzkreises und messen den Lampenstrom.
Bei Ausfall oder Unterbrechung der Röhre wird aufgrund der Resonanzüberhöhung wie beim Zünden eine hohe Spannung erzeugt, die dauerhaft von vielen der Komponenten nicht vertragen wird.
Eine besondere Bauform von CCFL-Inverter stellen die auf piezoelektrischen Transformatoren basierenden CCFL-Inverter dar. Dabei wird der Resonanzkreis durch den auf Piezoelektrizität basierenden Transformator gebildet, welcher die hohe sinusförmige Wechselspannung für die Leuchtröhre liefert.